# Étalon de Yennenga
Depuis 1972, l'Étalon de Yennenga est le grand prix du festival panafricain du cinéma et de la télévision de Ouagadougou (FESPACO) qui se tient tous les deux ans au Burkina Faso.
Récompense considérée comme la plus prestigieuse et la plus médiatique d'Afrique, le prix met en lumière un auteur du cinéma africain et ses œuvres. Il lui assure une promotion, une renommée internationale et une rémunération qui est passée de 10 000 000 FCFA en 1972 à 20 000 000 FCFA en 2018.

## Signification du nom
Le nom « Étalon de Yennenga » fait référence à la monture de la  princesse Yennenga, qui selon le mythe fondateur de l'empire mossi, principale ethnie du Burkina Faso, fut l'espoir de son père qui n'a pas eu la chance d'avoir un garçon.

## Catégories de prix
Il existe plusieurs catégories de prix en lien avec l'Etalon de Yennenga.
Après sa mort en 1981, une des récompenses du festival prend le nom du réalisateur nigérien Oumarou Ganda : le prix Oumarou-Ganda de la 1re œuvre. Le premier lauréat de ce prix est le Voltaïque Kollo Daniel Sanou en 1983 avec son film Pawéogo (L'Émigrant).
Pour la 19e édition en 2005, deux nouveaux prix Étalon sont décernés. Leur conception est confiée au sculpteur burkinabé Ali Nikiméa. Le grand prix Étalon de Yennenga devient alors le grand prix Étalon d'or de Yennenga, et les nouveaux prix sont baptisés Étalon d'argent de Yennenga et Étalon de bronze de Yennenga.

## Liste des lauréats de l'Étalon de Yennenga
| Année                               | Lauréat                                                                                        | images |
| ----------------------------------- | ---------------------------------------------------------------------------------------------- | ------ |
| 1972 (Cérémonie le 12 mars 1972)    | Le Wazzou polygame d'Oumarou Ganda (Niger)                                                     |        |
| 1973 (Cérémonie le 13 février 1973) | Les Mille et Une Mains de Souheil Ben Barka (Maroc)                                            |        |
| 1976 (Cérémonie le 10 février 1976) | Muna Moto de Jean-Pierre Dikongué Pipa (Cameroun)                                              |        |
| 1979 (Cérémonie le 10 février 1979) | Baara de Souleymane Cissé (Mali)                                                               |        |
| 1981 (Cérémonie le 1er mars 1981)   | Djeli de Fadika Kramo-Lanciné (Côte d'Ivoire)                                                  |        |
| 1983 (Cérémonie le 13 février 1983) | Finyè de Souleymane Cissé (Mali)                                                               |        |
| 1985 (Cérémonie le 2 mars 1985)     | Histoire d'une rencontre de Brahim Tsaki (Algérie)                                             |        |
| 1987 (Cérémonie le 28 février 1987) | Sarraounia de Med Hondo (Mauritanie)                                                           |        |
| 1989 (Cérémonie le 4 mars 1989)     | Heritage Africa de Kwaw Ansah (Ghana)                                                          |        |
| 1991 (Cérémonie le 2 mars 1991)     | Tilaï d'Idrissa Ouedraogo (Burkina Faso)                                                       |        |
| 1993 (Cérémonie le 4 mars 1993)     | Au nom du Christ de Gnoan Roger M'Bala (Côte d'Ivoire)                                         |        |
| 1995 (Cérémonie le 4 mars 1995)     | Guimba de Cheick Oumar Sissoko (Mali)                                                          |        |
| 1997 (Cérémonie le 1er mars 1997)   | Buud Yam de Gaston Kaboré (Burkina Faso)                                                       |        |
| 1999 (Cérémonie le 6 mars 1999)     | Pièces d'identités de Mwezé Ngangura (République démocratique du Congo)                        |        |
| 2001 (Cérémonie le 3 mars 2001)     | Ali Zaoua de Nabil Ayouch (Maroc)                                                              |        |
| 2003 (Cérémonie le 1er mars 2003)   | Heremakono d'Abderrahmane Sissako (Mauritanie)                                                 |        |
| 2005 (Cérémonie le 5 mars 2005)     | Étalon d'or : Drum de Zola Maseko (Afrique du Sud)                                             |        |
| 2005 (Cérémonie le 5 mars 2005)     | Étalon d'argent : La Chambre noire de Hassan Benjelloun (Maroc)                                |        |
| 2005 (Cérémonie le 5 mars 2005)     | Étalon de bronze : Tasuma de Kollo Daniel Sanou (Burkina Faso)                                 |        |
| 2007 (Cérémonie le 3 mars 2007)     | Étalon d'or : Ezra de Newton Aduaka (Nigeria)                                                  |        |
| 2007 (Cérémonie le 3 mars 2007)     | Étalon d'argent : Les Saignantes de Jean-Pierre Bekolo (Cameroun)                              |        |
| 2007 (Cérémonie le 3 mars 2007)     | Étalon de bronze : Daratt de Mahamat Saleh Haroun (Tchad)                                      |        |
| 2009 (Cérémonie le 7 mars 2009)     | Étalon d'or : Teza de Hailé Gerima (Éthiopie)                                                  |        |
| 2009 (Cérémonie le 7 mars 2009)     | Étalon d'argent : Nothing But the truth de John Kani (Afrique du Sud)                          |        |
| 2009 (Cérémonie le 7 mars 2009)     | Étalon de bronze : Mascarades de Lyes Salem (Algérie)                                          |        |
| 2011 (Cérémonie le 5 mars 2011)     | Étalon d'or : Pégase de Mohamed Mouftakir (Maroc)                                              |        |
| 2011 (Cérémonie le 5 mars 2011)     | Étalon d'argent : Un homme qui crie de Mahamat Haroun Saley (Tchad)                            |        |
| 2011 (Cérémonie le 5 mars 2011)     | Étalon de bronze : Le Mec idéal de Owell Brown (Côte d'Ivoire)                                 |        |
| 2013 (Cérémonie le 2 mars 2013)     | Étalon d'or : Tey (aujourd'hui) d'Alain Gomis (Sénégal)                                        |        |
| 2013 (Cérémonie le 2 mars 2013)     | Étalon d'argent : Yema de Djamila Sahraoui (Algérie)                                           |        |
| 2013 (Cérémonie le 2 mars 2013)     | Étalon de bronze : La Pirogue de Moussa Touré (Sénégal)                                        |        |
| 2015 (Cérémonie le 7 mars 2015)     | Étalon d'or : Fièvres d’Hicham Ayouch (France, Maroc)                                          |        |
| 2015 (Cérémonie le 7 mars 2015)     | Étalon d'argent : Fadhma N'Soumer de Belkacem Hadjadj (Algérie)                                |        |
| 2015 (Cérémonie le 7 mars 2015)     | Étalon de bronze : L'Œil du cyclone de Sékou Traoré (Burkina Faso)                             |        |
| 2017 (Cérémonie le 4 mars 2017)     | Étalon d'or : Félicité d'Alain Gomis (Sénégal)                                                 |        |
| 2017 (Cérémonie le 4 mars 2017)     | Étalon d'argent : L'Orage africain : Un continent sous influence de Sylvestre Amoussou (Bénin) |        |
| 2017 (Cérémonie le 4 mars 2017)     | Étalon de bronze : A mile in my shoes de Saïd Khallaf (Maroc)                                  |        |
| 2019 (Cérémonie le 2 mars 2019)     | Étalon d'or : The Mercy of the Jungle de Joël Karekezi (Rwanda)                                |        |
| 2019 (Cérémonie le 2 mars 2019)     | Étalon d'argent : Karma de Khaled Youssef (Égypte)                                             |        |
| 2019 (Cérémonie le 2 mars 2019)     | Étalon de bronze : Fatwa de Mahmoud Ben Mahmoud (Tunisie)                                      |        |
| 2021 (Cérémonie le 23 octobre 2021) | Étalon d'or : La Femme du fossoyeur de Khadar Ayderus Ahmed (Somalie)                          |        |
| 2021 (Cérémonie le 23 octobre 2021) | Étalon d'argent : Freda de Gessica Généus (Haïti)                                              |        |
| 2021 (Cérémonie le 23 octobre 2021) | Étalon de bronze : Une histoire d'amour et de désir de Leyla Bouzid (Tunisie)                  |        |
| 2023 (Cérémonie le 4 mars 2023)     | Étalon d'or : Ashkal de Youssef Chebbi (Tunisie)                                               |        |
| 2023 (Cérémonie le 4 mars 2023)     | Étalon d'argent : Sira de Apolline Traoré (Burkina Faso)                                       |        |
| 2023 (Cérémonie le 4 mars 2023)     | Étalon de bronze : Shimoni d'Angela Wamai (Kenya)                                              |        |
| 2025 (Cérémonie le 1er mars 2025)   | Étalon d'or : Katanga, la danse des scorpions de Dani Kouyaté (Burkina Faso)                   | ]      |
| 2025 (Cérémonie le 1er mars 2025)   | Étalon d'argent : Le Village aux portes du paradis de Mo Harawe (Somalie)                      |        |
| 2025 (Cérémonie le 1er mars 2025)   | Étalon de bronze : On Becoming a Guinea Fowl de Rungano Nyoni (Zambie)                         |        |

## Édition des films
À l’occasion du 20e anniversaire du FESPACO en 2007, le ministère des Affaires étrangères et européennes et Cultures France, en partenariat avec le FESPACO, ont édité deux coffrets de DVD contenant les films qui ont reçu l’Étalon de Yennenga. Présenté à Ouagadougou à l’ouverture du festival, ce coffret inaugure la collection DVD/Cinémathèque Afrique, destinée à promouvoir le cinéma africain et à améliorer la diffusion culturelle du cinéma africain dans le monde.